# جيريمي سوربون
جيريمي سوربون (بالفرنسية: Jérémy Sorbon)‏ هو لاعب كرة قدم فرنسي في مركز الدفاع، ولد في 5 أغسطس 1983 في كان في فرنسا. لعب مع ستاد ماليرب كان ونادي غانغون.

## وصلات خارجية
- جيريمي سوربون على موقع رابطة كرة القدم الفرنسية للمحترفين (الإنجليزية)
- جيريمي سوربون على موقع قاعدة بيانات كرة القدم.إي يو (الإنجليزية)
- جيريمي سوربون على موقع ليكيب (الفرنسية)
- جيريمي سوربون على موقع Soccerway.com (الإنجليزية)
- جيريمي سوربون على موقع AS.com (الإسبانية)